# Cinara brevipilosa
Cinara brevipilosa är en insektsart som beskrevs av Voegtlin, G. Remaudière och Peña-martinez 1986. Cinara brevipilosa ingår i släktet Cinara och familjen långrörsbladlöss. Inga underarter finns listade i Catalogue of Life.